# مشهد ريزه
مشهد ريزه (بالفارسية: مشهد ریزه) هي منطقة سكنية تقع في إيران في Miyan Velayat District. يقدر عدد سكانها بـ 8,307 نسمة .